# Fuerzas sutiles

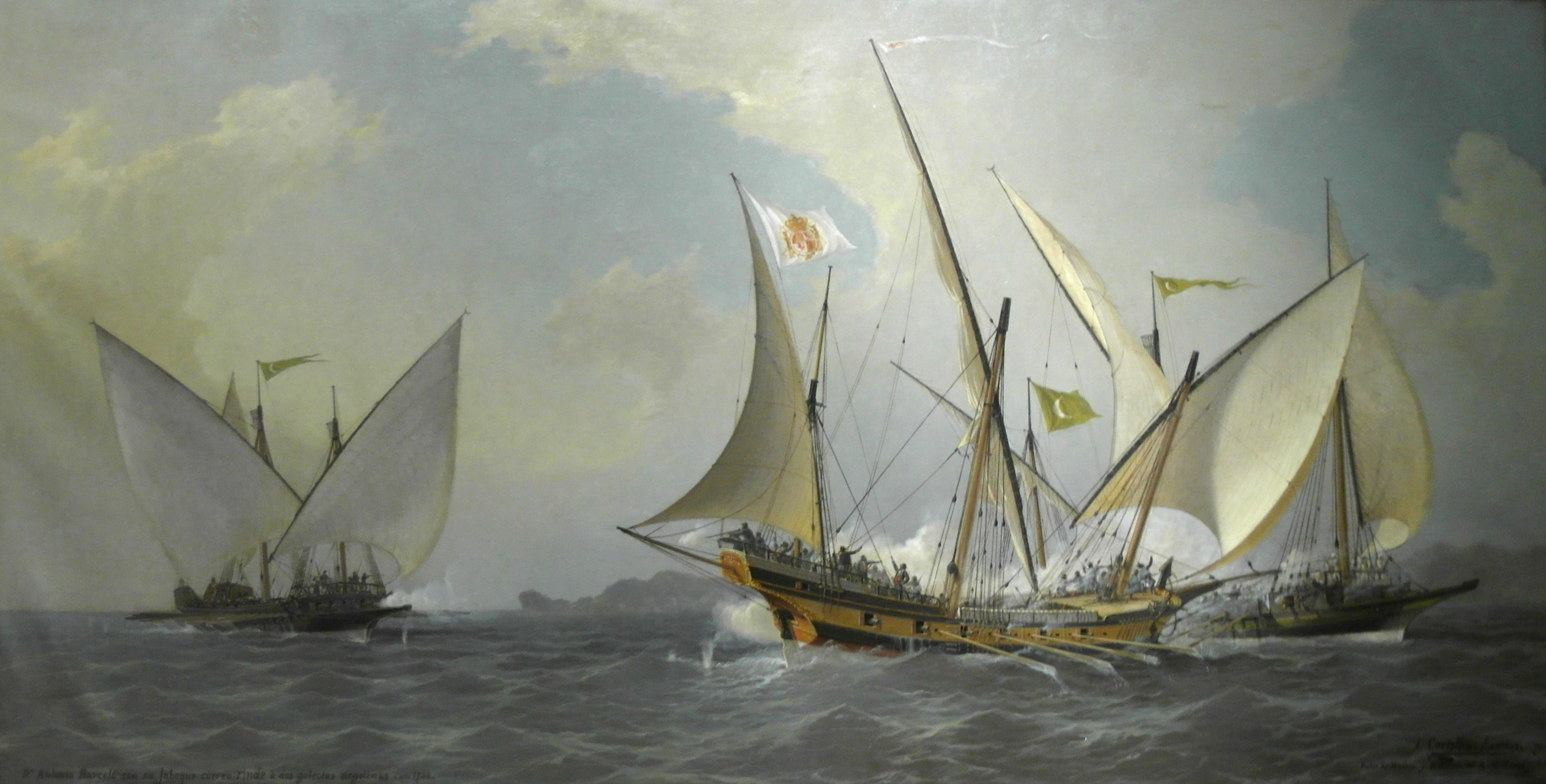
Antonio Barceló, con su jabeque correo, rechaza a dos galeotas argelinas (1738). Ángel Cortellini y Sánchez, 1902. Museo Naval de Madrid.

Fuerzas sutiles es un término proveniente del imperio español del siglo XVIII que refiere al uso de embarcaciones pequeñas en la guerra naval. Entre ellas se encontraban las lanchas cañoneras, los jabeques y los faluchos, destinadas originalmente a defender puertos y reorientadas a tácticas ofensivas, escolta de convoyes y operaciones en mares y ríos.
Popularizado en un primer momento por Antonio Barceló, la armada española desarrolló este concepto con gran profusión y eficacia, convirtiendo las fuerzas sutiles en verdaderos «guerrilleros del mar», hasta el punto de que en la vecina Francia se conocería a este modo de guerra como flotilles a l’espagnole.

## Embarcaciones y tácticas
La nomenclatura tradicional de la armada española incluía cuatro modalidades, a saber: buques de porte mayor (navíos de línea y fragatas, de 34 a 114 cañones), buques de porte menor (de 16 cañones, como corbetas), fuerzas sutiles (por debajo de 16 cañones) y como complemento la marina corsaria. Las fuerzas sutiles englobaban pues una gran variedad de naves, incluyendo lanchas cañoneras, obuseras y bombarderas, faluchos, jabeques, pontones, barcazas, bergantines pequeños, brulotes, esquifes, pataches, tartanas, zumacas y las cada vez menos usadas galeras y galeotas. A causa de su pequeño tamaño, a menudo no se computan en los registros históricos de las batallas, pero suponían una parte indispensable de las estrategias navales hispánicas.
Los principales activos de las embarcaciones sutiles eran su ligereza, versatilidad y rapidez de maniobra, combinando velas latinas con remos y cascos de poco calado, que les permitían moverse con poco o ningún viento, pasar desapercibidas fácilmente y circular por sendas impracticables para barcos mayores, de ahí la denominación de sutiles. El haber técnico español las equipaba con una gran potencia de fuego artillera para su tamaño, incluyendo cañones, obuses de tiro curvo y «balas rojas» o incendiarias, además de blindajes curvados que junto con su pequeño tamaño las volvían increíblemente difíciles de destruir por las baterías de la época. Su principal limitación era que las condiciones climáticas podían imposibiltar su uso y llegar a hacerlas naufragar. En el siglo XIX también se las equipó con propulsión a vapor.
A veces eran desplegadas desde navíos, mientras que otras operaban de manera autónoma. Entre sus distintas funciones estaban la de dar escolta a convoyes mercantes, proteger cabotaje, realizar incursiones diurnas y nocturnas, bombardear posiciones y atacar incluso barcos de porte mayor.

## Historia
Un precedente de las fuerzas sutiles, según el tratado de Georg Braum Civitates orbis terrarum parece haber tenido lugar en el siglo XVI durante la conquista turca de Túnez, en la que los españoles habrían retrasado el avance enemigo con barcas artilladas en el lago de Túnez y obligado a los islámicos a dar un rodeo.

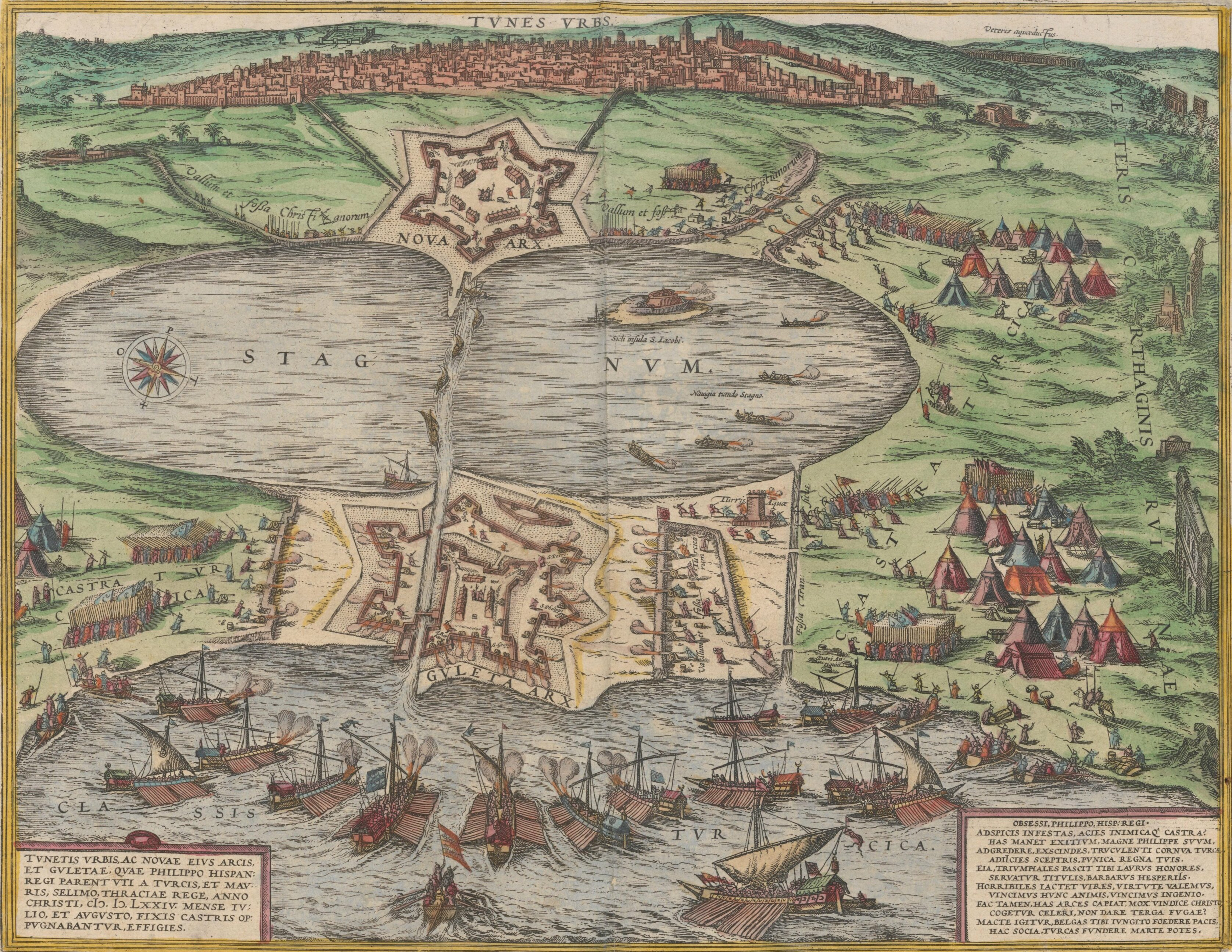
Ilustración de Civitates orbis terrarum, con las barcas artilladas hacia la orilla este del lago.

El alzamiento de estas fuerzas viene con el brigadier Antonio Barceló, que diseñó en 1779 lanchas cañoneras para su uso en el gran asedio de Gibraltar. Su invención eran pequeñas lanchas a vela, con 14 remos por banda, que cargaban con grandes piezas artilleras de a 24, añadiendo más tarde corazas metálicas recurvas. Se construyeron 40 cañoneras y 20 obuseras, las cuales se dedicaron a entrar y salir de la bahía bombardeando las posiciones británicas, especialmente en operaciones nocturnas. El inmediato éxito de estos ataques se hace patente con el testimonio del cronista Frederick Sayer, que cuenta cómo los cañonazos hispanos caían sobre la plaza y causaban graves daños sin posibilidad de respuesta, ya que los artilleros británicos no lograban avistar en la oscuridad a los autores de los tiros y comprobaron que tampoco servía de nada disparar hacia los fogonazos.

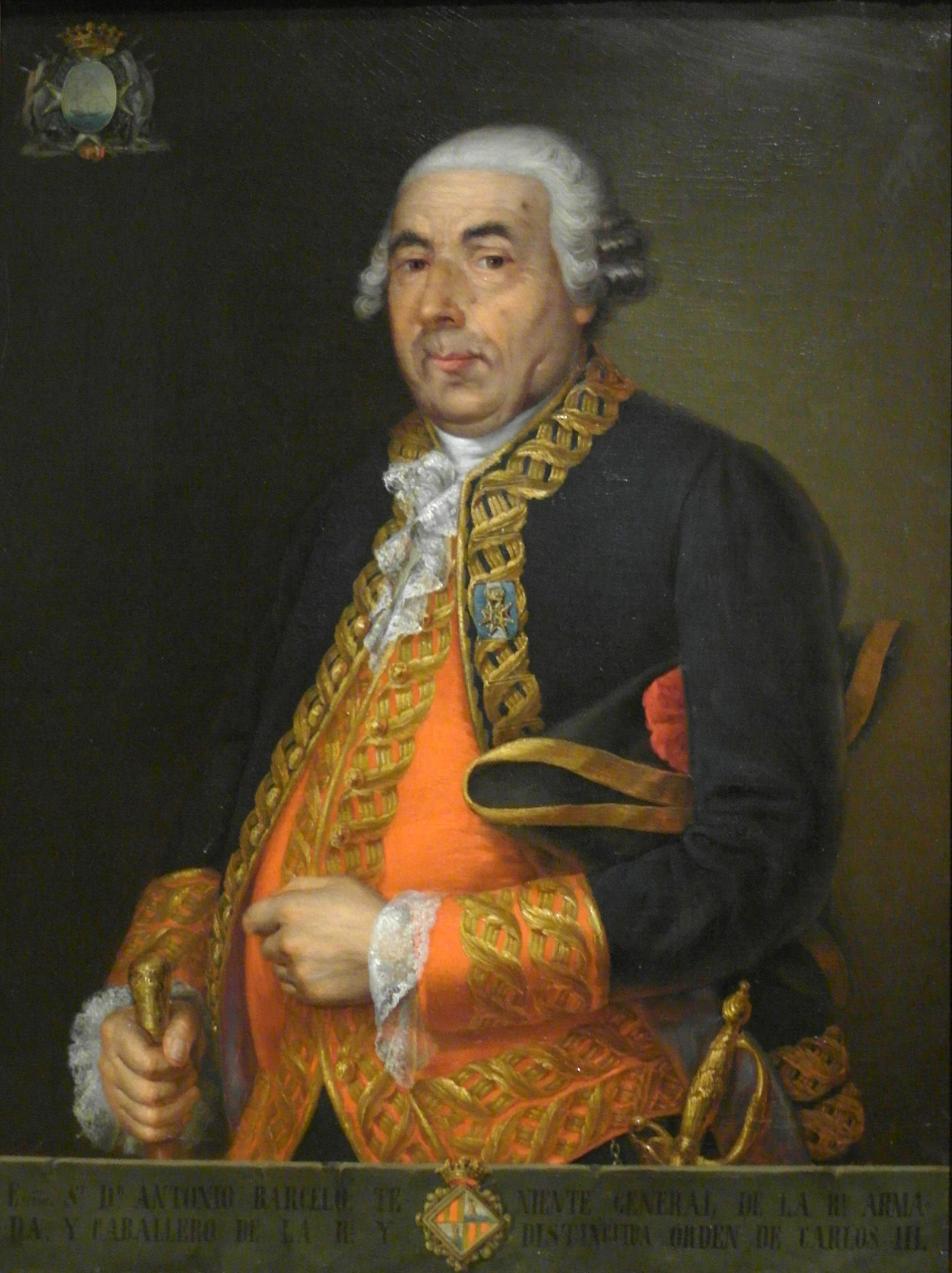
Retrato de Antonio Barceló, Museo Naval de Madrid.

Las lanchas se usaron en combinación con las complejas baterías flotantes de 80 cañones construidas por el francés Jean Le Michaud d'Arçon. Estas baterías resultarían un fracaso, a causa de los enormes y aparatosos blancos que constitutían y de su incapacidad para aproximarse a la costa debido a su gran calado, hasta el punto de que las propias lanchas tuvieron que cubrir el auxilio y la retirada de sus tripulaciones. Aunque el asedio resultó infructuoso, las fuerzas sutiles demostraron su eficacia durante todo su transcurso, de manera que las embarcaciones de Barceló, denominadas lanchas de fuerza, se convirtieron en un activo habitual de la armada española.
Barceló volvió a usar las fuerzas sutiles para atacar posiciones terrestres durante la guerra hispano-argelina, en la que lideró flotas que bombardearon punitivamente el puerto de Argel. De nuevo, la pequeñez de las cañoneras y obuseras las hizo decisivas, permitiéndoles acercarse al puerto sin que las defensas argelinas fueran capaces de acertarles con facilidad. El segundo de los bombardeos de Barceló se vio dificultado porque los argelinos desplegaron sus propios botes para contrarrestarles, aunque de nuevo se infligió un castigo importante. También se utilizaron en los asedios de Ceuta de 1790 y 1792, donde las fuerzas sutiles estorbaron el aprovisionamiento de los marroquíes, incendiaron sus baterías y neutralizaron varios de sus ataques, haciendo en última instancia fracasar la ofensiva mora.
La actuación más destacada de las cañoneras españolas llegaría en plenas guerras napoleónicas con el ataque a Cádiz de 1797, donde el almirante José de Mazarredo desplegó fuerzas sutiles para enfrentarse a la flota de su homólogo inglés John Jervis. Mazarredo incrementó el calibre de las lanchas menores y las entregó a la capitanía de Francisco de Moyna, con tripulantes de renombre como Federico Gravina, Antonio de Escaño y Juan María de Villavicencio. Las 167 lanchas desplegadas repelieron ataques enemigos una y otra vez, incluso aunque los propios británicos habían dispuesto sus propias divisiones de lanchones al mando de nada menos que Horatio Nelson. El prestigio de estas fuerzas se reflejó en la cultura popular de la época en una copla andaluza, que rezaba:

¿Qué importa que los ingleses
tengan fragatas ligeras
si saben que Mazarredo
tiene lanchas cañoneras?

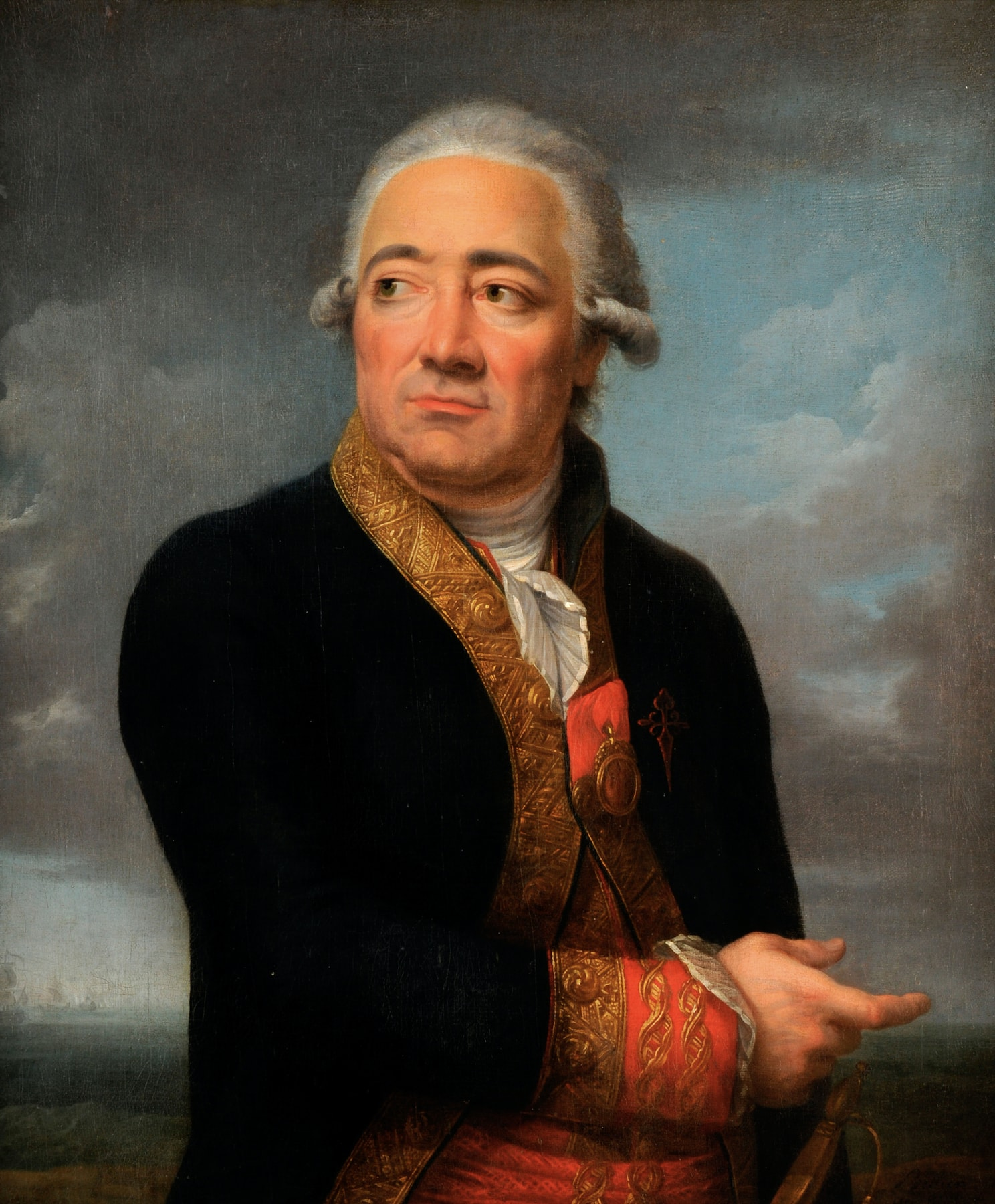
Retrato de José de Mazarredo, Museo Naval de Madrid.

El bloqueo de Cádiz quedó levantado con la llegada de la flota francesa de Étienne Eustache Bruix, tras lo que Mazarredo combinó su flota con la suya a petición francesa para levantar otro bloqueo ingles de Brest, donde había quedado impedida una invasión potencial de Irlanda. De organizar fuerzas sutiles locales para hostigar a los ingleses se encargaron Gravina y Antonio Miralles, logrando de nuevo vencer a sus contrapartes británicas y crear grandes brechas en el asedio. El famoso almirante francés Louis-René Levassor de Latouche Tréville quedó tan entusiasmado que pidió, sin éxito, que la armada francesa adoptase aquellas flotillas a la española. También se llevaron a cabo acciones disruptoras sobre los bloqueos de Boulogne, Calais y Rosas, proporcionando un ascenso a Miralles tras haberse enfrentado de nuevo a Nelson. Fuerzas sutiles hicieron también fracasar el asedio inglés de Puerto Rico y guardaron la ría de Ferrol durante la batalla de Brión.
También se utilizaron para hostigar la ocupación francesa durante la Guerra de la Independencia Española, cazando las embarcaciones corsarias francesas y haciendo equipo con las fragatas británicas. De manera extraordinaria sirvieron en la defensa de Cádiz, donde destacaron escuadrones de lanchas comandados por Cayetano Valdés, Francisco Mourelle y Juan de Dios Topete, de nuevo venciendo a lanchas enemigas que habían sido construidas para tratar de contrarrestarles. También el virrey Santiago de Liniers las usó en la ensenada de Barragán.
Con la llegada de los Cien Mil Hijos de San Luis y el estallido de las guerras de independencia hispanoamericanas, todos los bandos utilizaron fuerzas sutiles, con ejemplos como Jacinto de Romarate y Joaquín de la Pezuela -oponente de Lord Cochrane-, Pablo Morillo y Ángel Laborde. Continuaron en las guerras carlistas y la guerra de África, penetrando en el río Martín de Tetuán, con gran victoria española. En las Filipinas fueron especialmente útiles a causa de las muchas islas y vías fluviales del archipiélago, formándose un cuerpo de fuerzas sutiles corsarias para repeler a los musulmanes locales. Aquí algunas embarcaciones pequeñas fueron sustituidas por cañoneros más grandes y goletas.